# Schraden (Gemeinde)
Schraden ist eine Gemeinde im Landkreis Elbe-Elster in Brandenburg und gehört dem Amt Plessa an. 
Der in der gleichnamigen Niederungslandschaft Schraden befindliche Ort wurde 1929 aus den ehemaligen gutszugehörigen Vorwerken Lindenau/Großkmehlen und aus Teilen der Gemarkungen Frauwalde, Großthiemig und Hirschfeld gegründet.

## Geografie
Die Gemeinde Schraden liegt in der gleichnamigen Niederung Schraden im Osten des Landkreises Elbe-Elster. Östlich der Gemeinde schließt sich die Oberlausitz im Landkreis Oberspreewald-Lausitz an. An der nördlichen Gemeindegrenze wird Schraden von der Schwarzen Elster durchflossen. Etwa zwei Kilometer südlich der Gemeinde durchfließt die Pulsnitz die Niederung. 
Zur Gemeinde Schraden gehören die Wohnplätze Kaupen, Oberbuschhaus und Rothes Buschhaus. Des Weiteren ist im Nordosten der Gemeinde das einstige Vorwerk Schradenau zu finden, welches in einigen topografischen Karten auch als Lappige Jacke verzeichnet ist.
An den Gemeindegrenzen schließen sich die Gemarkungen von Frauwalde, Großthiemig, Hirschfeld, Plessa, Lauchhammer, Tettau und Lindenau an.

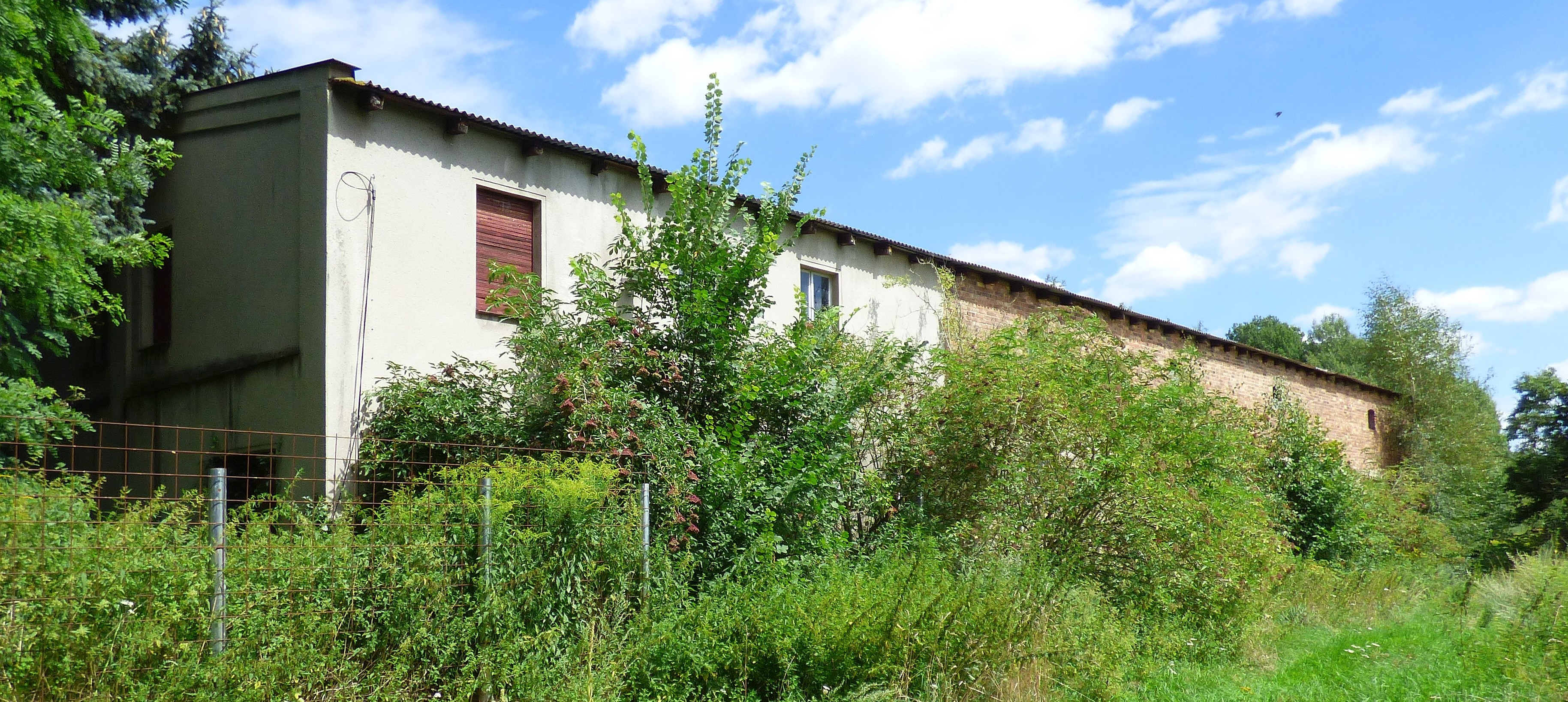
Auch als Lappige Jacke bezeichnetes Vorwerk Schradenau (2017).

## Geschichte

### Frühgeschichte
Erste Spuren menschlicher Besiedlung im Bereich der heutigen Gemeinde Schraden stammen aus der Bronzezeit, welche auf der Gemarkung von Kaupen und im Jahre 1956 nahe der Oberförsterei Buschhaus gefunden wurden. Während es sich in Kaupen um Grabfunde handelte, war es bei der Oberförsterei Buschhaus ein bronzenes Lappenbeil.

### Schradenvorwerke

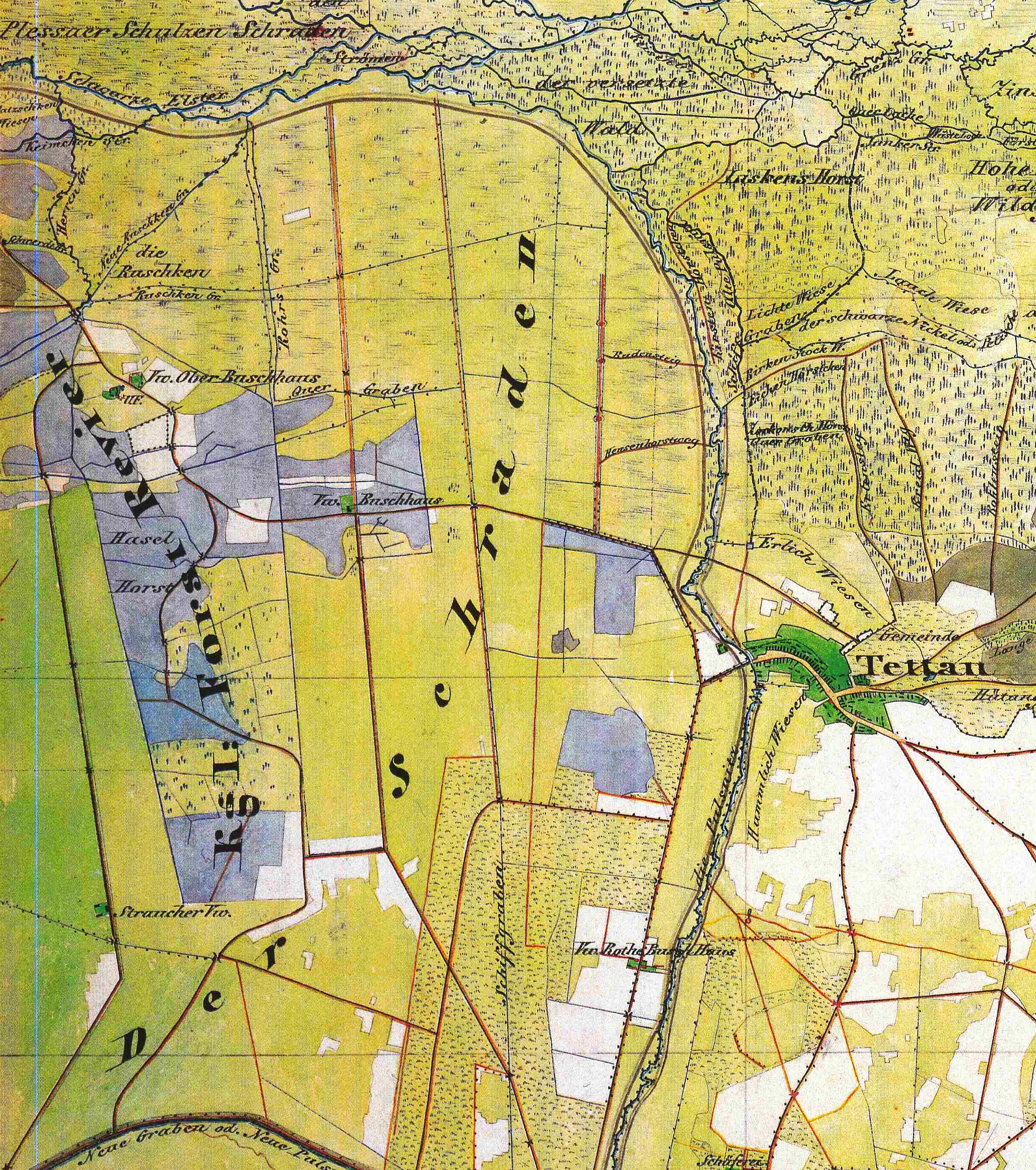
Die Vorwerke im Bereich der Gemeinde Schraden auf einem preußischen Urmesstischblatt (1841).

Das Schradener Gemeindegebiet auf einer geschichtlichen Karte des Kreises Liebenwerda (1910).

Die ersten Vorwerke im Bereich der heutigen Gemeinde Schraden waren Ende des 17. Jahrhunderts entstanden. Das Vorwerk Oberbuschhaus gehörte zur Herrschaft Elsterwerda. Es umfasste im Jahre 1727 76,36 Hektar. Das Vorwerk Rothes Buschhaus gehörte zur Herrschaft Großkmehlen. Mitte des 19. Jahrhunderts taucht dann auch das Vorwerk Buschhaus auf den Landkarten auf. Dieses gehörte ebenfalls zu Großkmehlen. Aus dem Buschhaus wurde später das Huthaus und schließlich das Kaupen-Vorwerk.
Es dauerte nicht lange, bis sich die beiden Herrschaften bei ihren Aktivitäten im Schraden in die Quere kamen, die zu gerichtlichen Auseinandersetzungen führten. Bereits für die Jahre 1695 und 1707 sind solche Streitereien urkundlich belegt.
Ein weiteres Vorwerk im Bereich der heutigen Gemeinde war Schradenau, welches auf Grund seines schlechten Zustandes später auch als Lappige Jacke bezeichnet wurde und unter diesem Namen auch in topografischen Karten auftaucht.

### Separationen in der Mitte des 19. Jahrhunderts und erster Siedlungsbau im Schraden
Infolge der Regulierung der Schwarzen Elster Mitte des 19. Jahrhunderts wurden im Schraden Separationen notwendig, da durch die umfangreichen Meliorationsarbeiten der Grundwasserspiegel in der Niederung um etwa einen Meter gefallen und insgesamt 80.000 Morgen Sumpfgelände nutzbar gemacht worden war. So erhielt die Gemeinde Gröden nördlich der Neuen Pulsnitz umfangreiche Flächen im Schradenwald als Abfindung. Hier sollte später die Siedlung Plessa-Süd entstehen. Als Folge der Separationen entstand auch die Verlängerung des Reißdamms über das gleichnamige zur Krauschützer Domäne gehörende Vorwerk hinaus bis nach Tettau.

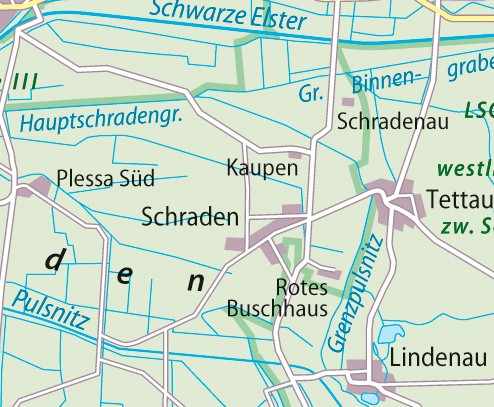
Östlicher Schraden.

Anfang des 20. Jahrhunderts kamen Überlegungen auf, die Niederung des weitgehend unbewohnten Schradens zu besiedeln. Vor allem nordöstlich der Niederung waren umfangreiche Braunkohlevorkommen entdeckt worden, was dazu führte, dass in der Region mit der Errichtung von Braunkohletagebauen, Brikettfabriken und Kraftwerken eine rasante Industrialisierung einsetzte, die unter anderem durch den steigenden Arbeitskräftebedarf zu einem enormen Bevölkerungszuwachs führte. In einem in der heimatkundlichen Beilage Die Schwarze Elster des Liebenwerdaer Kreisblatts veröffentlichten Artikel beschrieb im Jahre 1913 die landwirtschaftliche Kreisvertretung diese Entwicklung im Kreis Liebenwerda und die sich voraussichtlich daraus ergebenden Folgen. Es wurde befürchtet, dass in der Region ansässige Landwirte, welche ihren Besitz an die sich immer stärker ausbreitenden Braunkohlegruben veräußern mussten, mangels der Verdienstmöglichkeiten in der Landwirtschaft abwandern könnten. Zwar waren einigen von ihnen bereits Ländereien für eine Neuansiedlung in Falkenberg und Theisa angeboten worden, für eine größere landwirtschaftliche Ansiedlung kam aber wohl nur der Schraden in Frage.
Ein Jahr später begann der Erste Weltkrieg. Er bereitete dem weiteren Aufstreben der Region vorerst ein jähes Ende.

### Ortsgründung und jüngere Vergangenheit

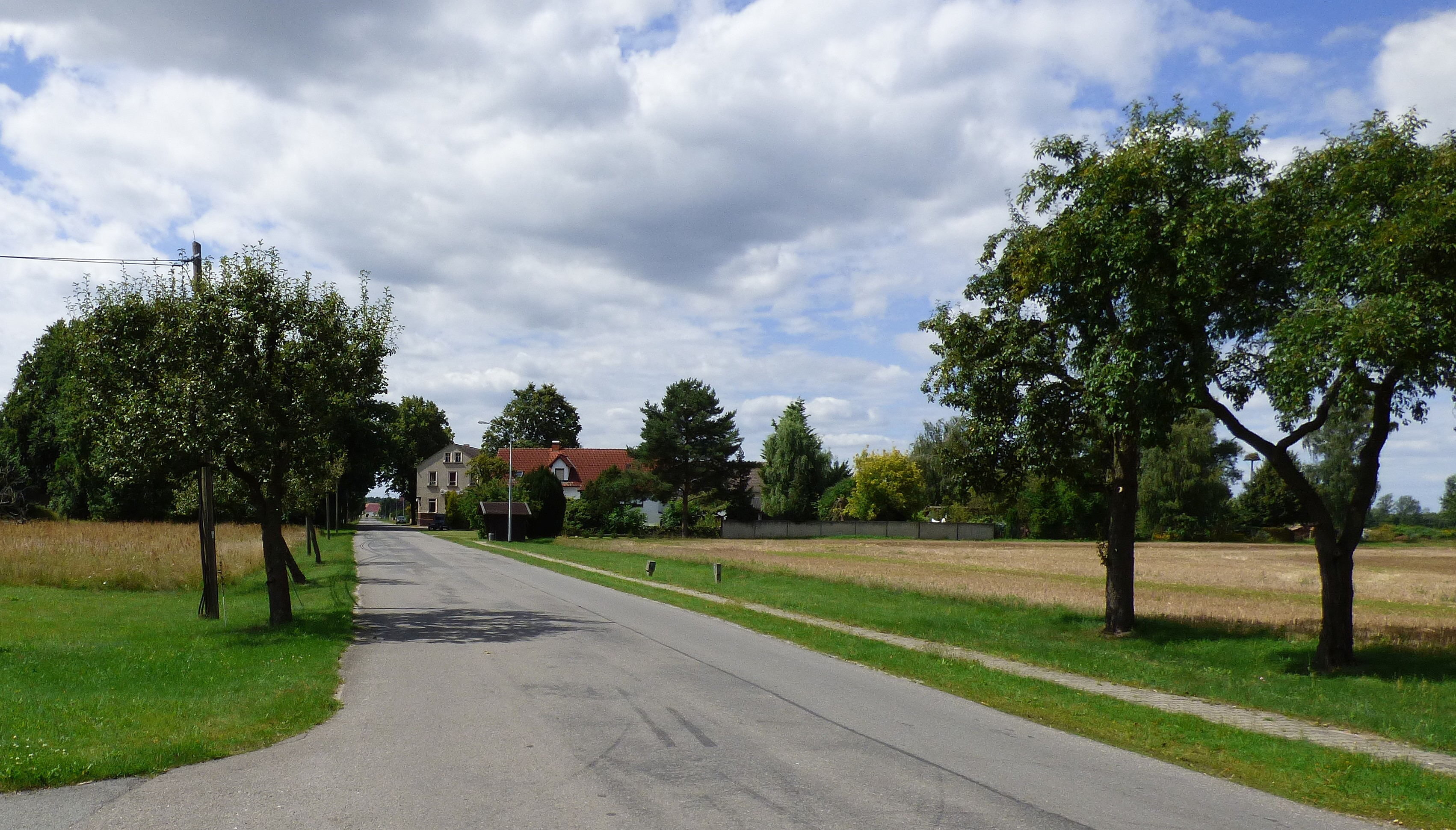
Hauptstraße (2017)

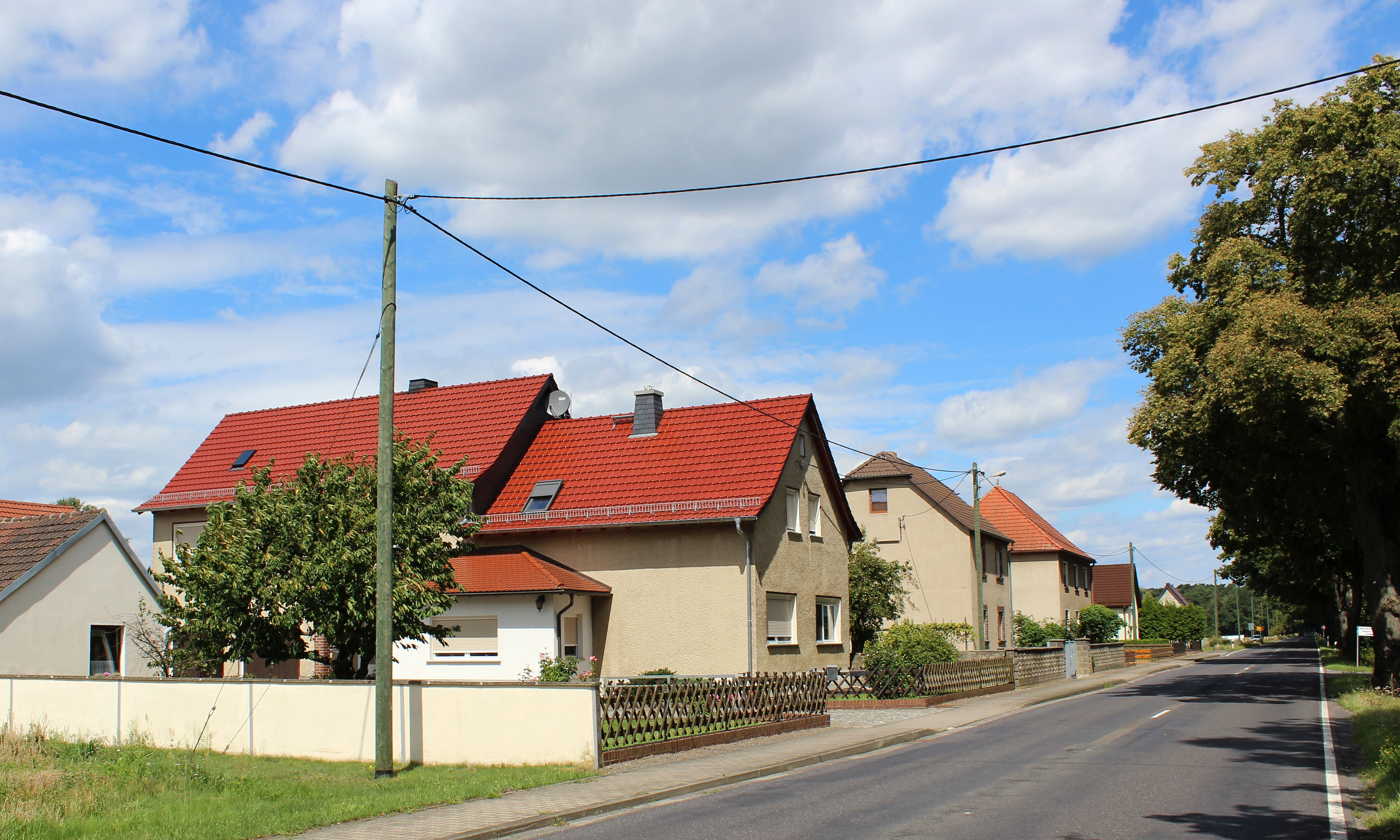
Landesstraße L 63 (2017)

Das kurz nach dem Ersten Weltkrieg am 11. August 1919 in Kraft getretene Reichssiedlungsgesetz sorgte dafür, dass die früheren Überlegungen wieder aufgegriffen wurden. Im August 1924 kam es in der östlichen Schradenniederung zum Verkauf von umfangreichen Wald-, Acker- und Wiesenflächen, welche dem Siedlungsbau dienen sollten. Hier entstand ab 1929 die Gemeinde Schraden. Der Ort wurde aus den ehemaligen gutszugehörigen Vorwerken Lindenau/Großkmehlen und aus Teilen der Gemarkungen Frauwalde, Großthiemig und Hirschfeld gegründet. Die Gemeinde führt denselben Namen wie die sie umgebende Niederungslandschaft Schraden. Um Streit über die Gemeindebezeichnung zu vermeiden, wurde dieser Name dem eines der zugehörigen Orte vorgezogen.
Im Zweiten Weltkrieg fielen 42 Einwohner der Gemeinde als Soldaten. Die Bodenreform begann im Kreis Bad Liebenwerda im Herbst 1945. Dabei erfolgte gemäß der Bodenreformverordnung (BRVO) die Enteignung und Aufteilung von privatem und staatlichem Großgrundbesitz über 100 Hektar mit allen Gebäuden, lebendem und totem Inventar sowie anderem landwirtschaftlichen Vermögen. Bis zum 1. März 1946 Jahres waren im Kreis insgesamt 9580 Hektar enteignet und verteilt.
Auch die Fürstin zu Lynar, Eigentümerin eines großen Teils der zu Schraden gehörenden Flächen, verlor infolge der Überschreitung der 100 Hektar-Höchstgrenze Grund und Boden. Ihr wurden im Zuge der Bodenreform einer später veröffentlichten Kreisstatistik vom 3. April 1948 zufolge 293 Hektar Land enteignet.
Bereits 1878 war im Osten der Gemeinde ein Schul- und Gebetshaus entstanden, die Luisenschule. Die dazugehörige Kirche war ursprünglich nach Großkmehlen eingepfarrt, wechselte aber 1978 zum Kirchspiel Lindenau. Aus der einstigen Luisenschule entwickelte sich in der DDR eine Polytechnische Oberschule. Nach der politischen Wende in der DDR wurde die Schule geschlossen. Das Gebäude wird jetzt als Dorfgemeinschaftshaus genutzt.

### Administrative Zugehörigkeit
Schraden gehörte seit seiner Gründung im Jahre 1929 zum Landkreis Liebenwerda in der preußischen Provinz Sachsen bzw. im Land Sachsen-Anhalt der SBZ bzw. DDR. Mit der 1952 in der DDR durchgeführten Gebietsreform kam Schraden zum neu gegründeten Kreis Bad Liebenwerda im Bezirk Cottbus. Da einige Gebiete des Landkreises Bad Liebenwerda dem Kreis Senftenberg zugeordnet wurden, wurde Schraden damit zur östlichsten Gemeinde des neuen Kreises. 
Nach der Wende lag Schraden zunächst im Landkreis Bad Liebenwerda in Brandenburg, wo die Gemeinde sich 1992 dem Amt Plessa anschloss. Nach der Kreisreform in Brandenburg am 6. Dezember 1993 wurde die Gemeinde Schraden dem neu gegründeten Landkreis Elbe-Elster zugeordnet.

## Bevölkerungsentwicklung
| Jahr | Einwohner |
| ---- | --------- |
| 1933 | 473       |
| 1939 | 571       |
| 1946 | 718       |
| 1950 | 714       |
| 1964 | 675       |
| 1971 | 651       |
| 1981 | 629       |
| 1985 | 625       |

| Jahr | Einwohner |
| ---- | --------- |
| 1990 | 607       |
| 1995 | 607       |
| 2000 | 641       |
| 2005 | 588       |
| 2010 | 554       |
| 2015 | 522       |

| Jahr | Einwohner |
| ---- | --------- |
| 2020 | 503       |
| 2021 | 487       |
| 2022 | 488       |
| 2023 | 493       |
| 2024 | 510       |

 Gebietsstand des jeweiligen Jahres, Einwohnerzahl: Stand 31. Dezember (ab 1991), ab 2011 auf Basis des Zensus 2011, ab 2022 auf Basis des Zensus 2022

## Politik

### Gemeindevertretung
Die Gemeindevertretung von Schraden besteht aus sechs Gemeindevertretern und dem ehrenamtlichen Bürgermeister. Die Kommunalwahl am 26. Mai 2019 führte zu folgendem Ergebnis:
| Einzelbewerber   | Stimmenanteil | Sitze |
| ---------------- | ------------- | ----- |
| Olaf Redlich     | 22,0 %        | –     |
| Annelies Schober | 15,4 %        | 1     |
| Doreen Stange    | 15,1 %        | 1     |
| Jens Wagner      | 12,3 %        | 1     |
| Dirk Bielert     | 10,3 %        | 1     |
| Klaus Tenner     | 08,9 %        | 1     |
| Helga Degen      | 08,3 %        | 1     |
| Münnich          | 07,8 %        | –     |

Olaf Redlich kandidierte sowohl als Gemeindevertreter als auch als Bürgermeister. Sein Stimmenanteil bei der Wahl zur Gemeindevertretung entsprach zwei Sitzen. Da er die Wahl zum Bürgermeister annahm, bleiben nach § 60 (3) des Brandenburgischen Kommunalwahlgesetzes diese beiden Sitze in der Gemeindevertretung unbesetzt.

### Bürgermeister
- 1998–2003: Frank Sims[18]
- 2003–2008: Günter Pfeiffer[19]
- 2008–2014: Frank Sims[20]
- seit 2014: Olaf Redlich[21][22]

Redlich wurde in der Bürgermeisterwahl am 9. Juni 2024 ohne Gegenkandidat mit 84,8 % der gültigen Stimmen für eine weitere Amtszeit von fünf Jahren gewählt.

## Sehenswürdigkeiten und Kultur
→ Siehe auch: Liste der Baudenkmale in Schraden (Gemeinde)
Die Schradener Kirche mit anschließender Schule entstand im Jahre 1878. Der Besitzer des Großkmehlener Rittergutes Freiherr Karl Eduard Zachariae von Lingenthal ließ das Gebäude errichten, um den Schradenkindern den Besuch des Schulunterrichts und den Erwachsenen die Teilnahme am Gottesdienst zu erleichtern. Seiner Gemahlin zu Ehren wurde der Komplex Luisenschule genannt.
Des Weiteren ist in Schraden ein Denkmal für die im Ersten und Zweiten Weltkrieg gefallenen Einwohner des Ortes zu finden. Das aus Feldsteinen bestehende Denkmal, welches auf die Zeit zwischen 1920 und 1926 datiert wird, ist von einem dreieckigen Schmuckplatz umgeben und befindet sich auf der Denkmalliste des Landes Brandenburg.

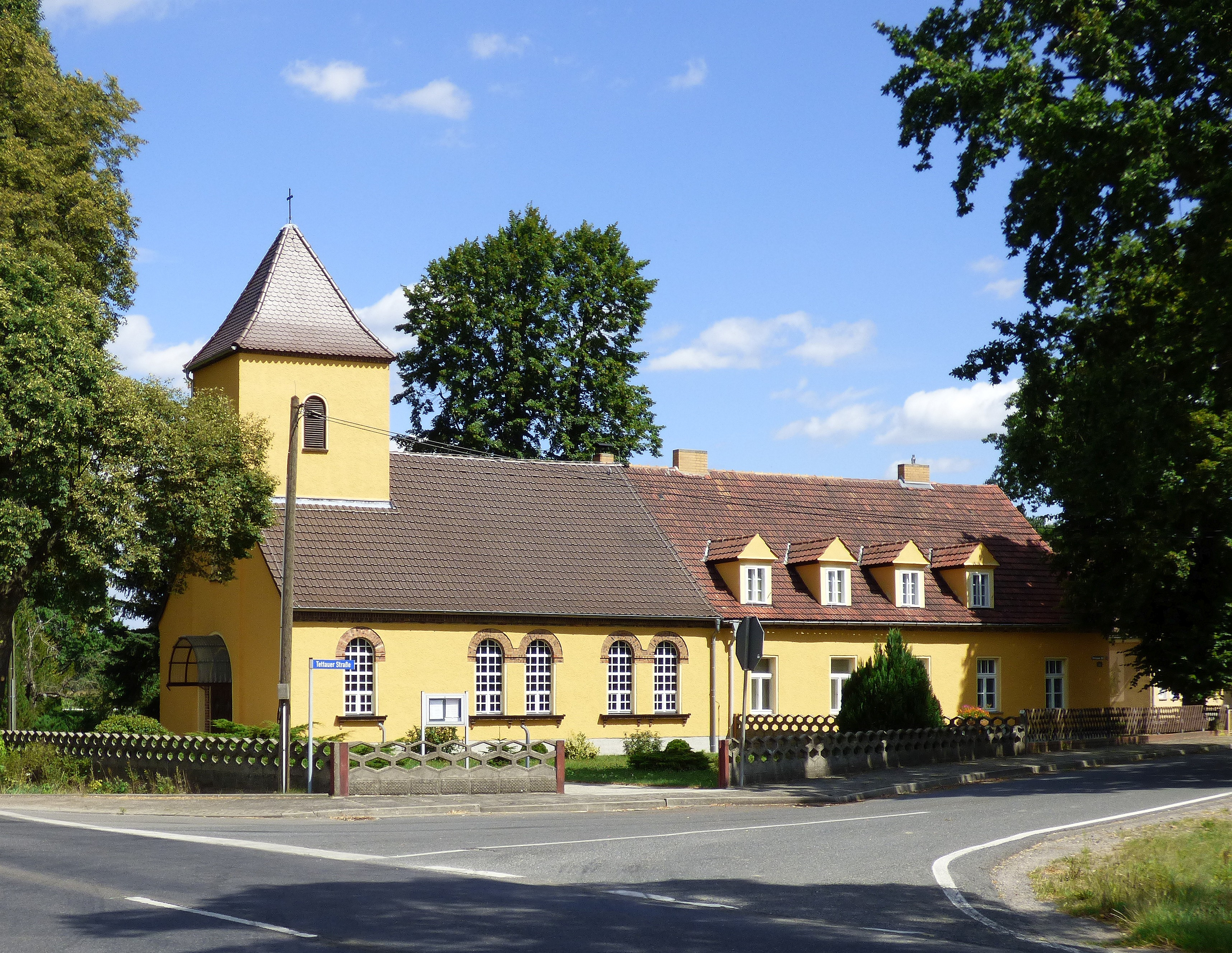
Luisenschule mit Kirche (2017)
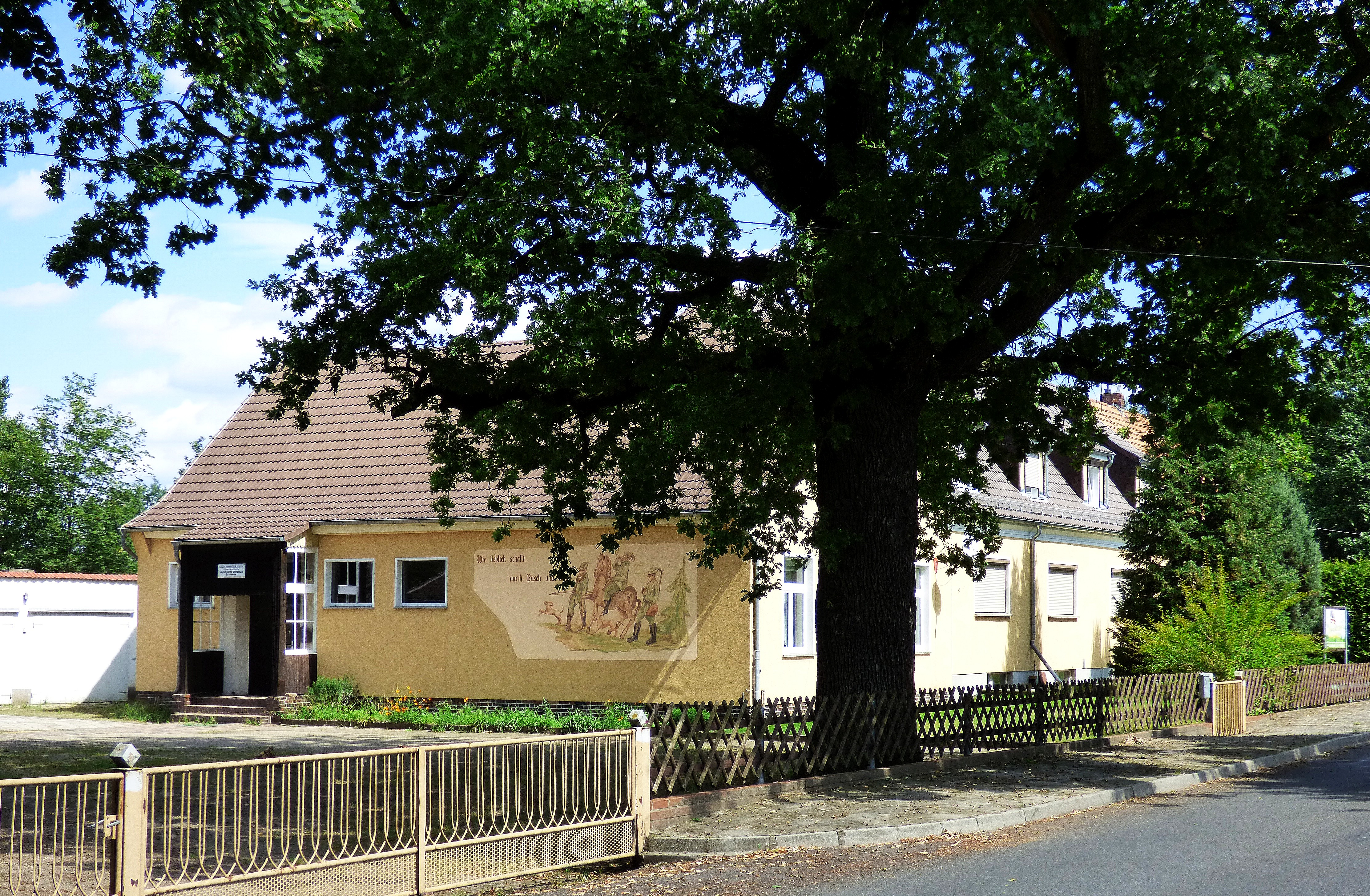
Dorfgemeinschaftshaus
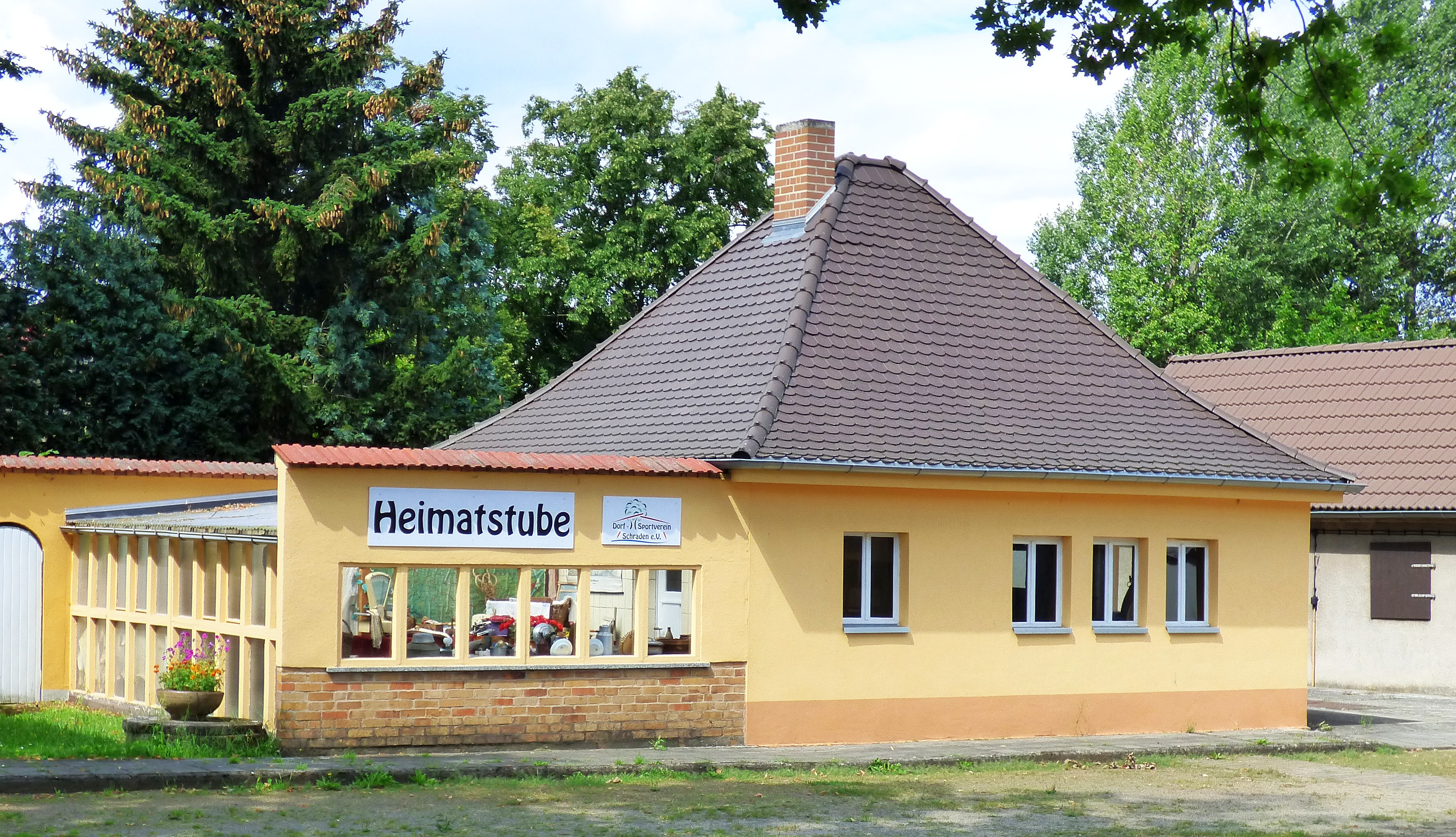
Heimatstube
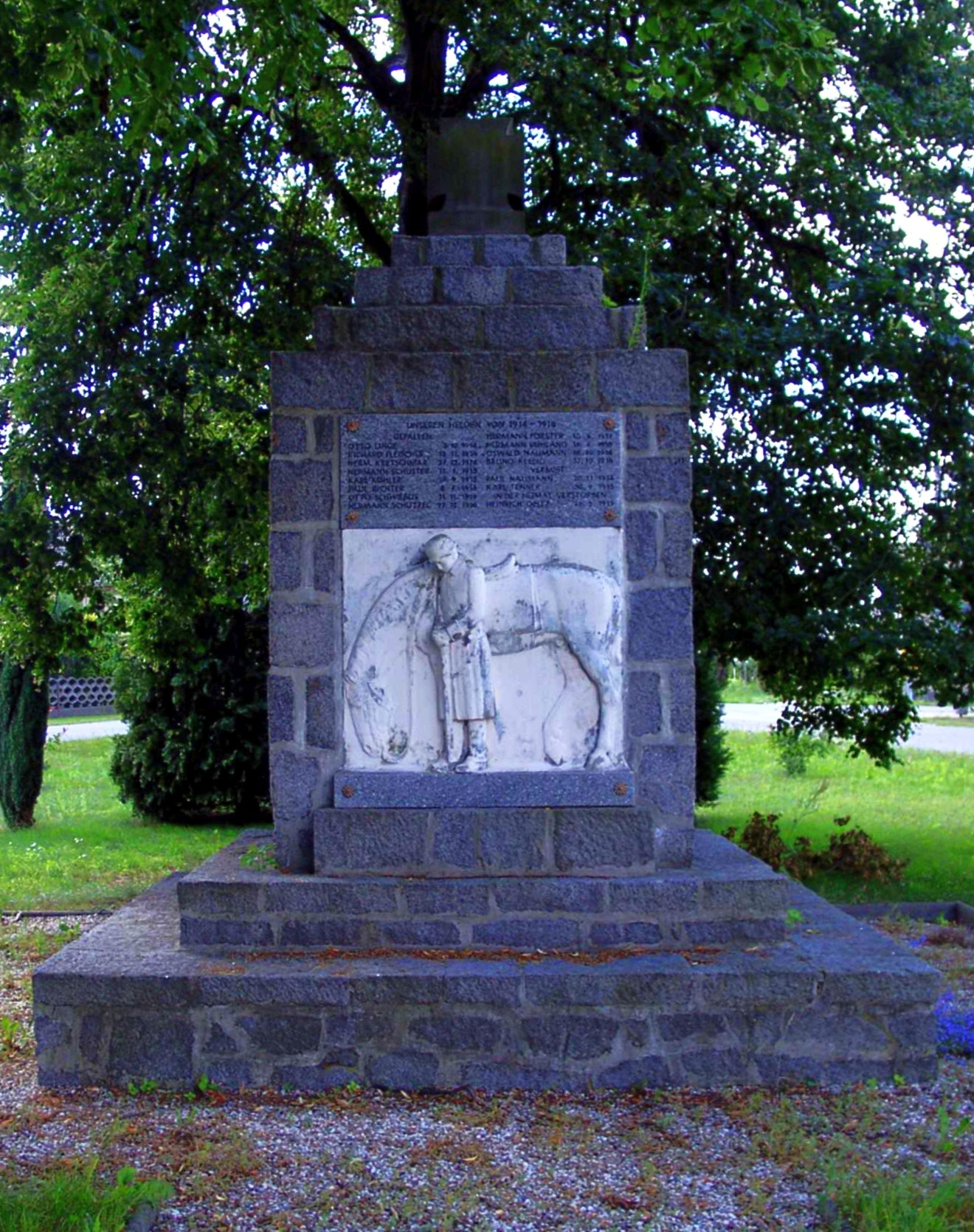
Gefallenendenkmal

Im Osten der Gemeinde befindet sich am Abzweig nach Tettau das örtliche Kultur- und Sportzentrum. Der Komplex, der sich unmittelbar der Kirche mit der einstigen Luisenschule anschließt, umfasst unter anderem neben einer Heimatstube das Dorfgemeinschaftshaus, eine Eisspritzbahn und einen Festplatz. Die Schradener Kindertagesstätte ist ebenfalls auf dem Gelände zu finden. Regelmäßige Veranstaltungen im Ort sind unter anderen das Sportfest und das Bikertreffen.
Aktive Vereine im Ort sind der Dorf- und Sportverein, der Jugendclub, die Senioren- und Frauenkegelgruppe, die Freiwillige Feuerwehr, die Bürgerinitiative Schraden, die Kirchgemeinde, der Bikerclub Motorradfreunde Schraden - Tettau und die Jagdgenossenschaft Schraden.

## Wirtschaft und Infrastruktur
Schraden ist traditionell landwirtschaftlich geprägt. In der Gemeinde sind einige mittelständische Betriebe aus der Landwirtschaft, dem Handwerk und dem Dienstleistungsgewerbe angesiedelt. 
Verkehr

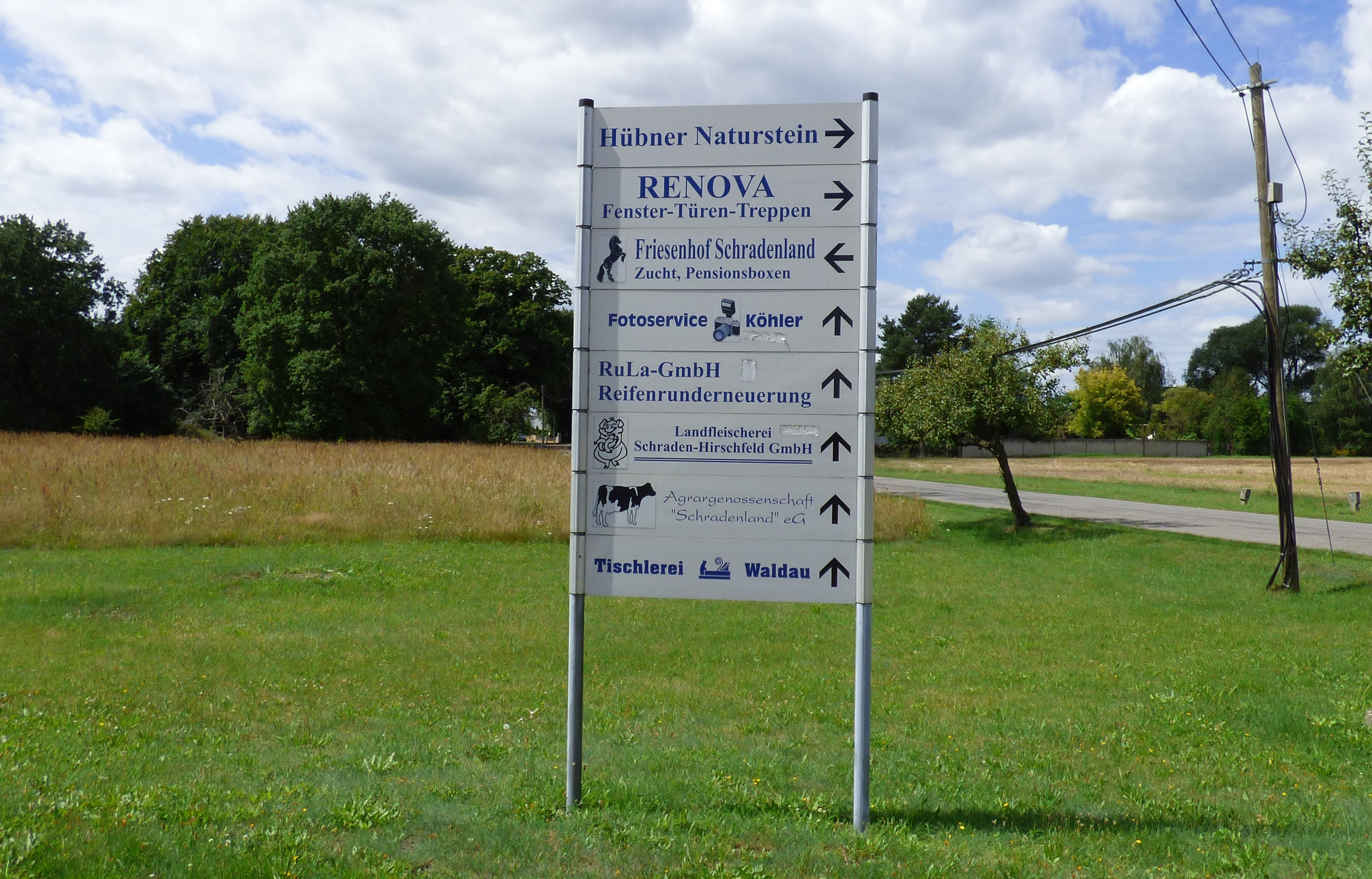
Wegweiser der örtlichen Wirtschaft an der Bushaltestelle Luisenschule (2017)

Der Ort liegt an der Landesstraße L 63 zwischen der Bundesstraße 169 westlich von Lauchhammer und nördlich von Frauwalde. Im Bereich von Kaupen zweigt die Landesstraße L 631 in Richtung Plessa ab.